# Lazy pod Makytou
Lazy pod Makytou – wieś (obec) na Słowacji, w kraju trenczyńskim, w powiecie Púchov.